# 皮尔马里奥·莫罗西尼
皮尔马里奥·莫罗西尼（Piermario Morosini，1986年7月5日—2012年4月14日），意大利职业足球运动员，司职中场。 2012年4月14日，他在佩斯卡拉足球俱乐部對陣利沃诺足球俱乐部的比赛中突然倒在地上，之後他试图站起来，結果直接失去知觉，心搏停止。球场上邊的隊醫見狀馬上趕到他身邊並用自动体外心脏除颤器對其進行搶救。之後他被抬上担架，此時他還神志清醒。最終他在送往医院的途中去世。 皮尔马里奥·莫罗西尼去世那天所在的周末的所有意大利足球联赛比赛都因此暫停。利沃诺足球俱乐部和维琴察足球俱乐部决定永久退役皮尔马里奥·莫罗西尼生前所穿的25号球衣。 